# Arandigoyen
Arandigoyen (Arandigoien en euskera y cooficialmente) es una localidad española perteneciente al municipio de Valle de Yerri (Navarra). Se sitúa a orillas del río Iranzu, a 6,8 km de Arizala, la capital del municipio. Contaba con 81 habitantes en 2024. 

## Topónimo
El nombre es vasco y significa ‘parte más alta al otro lado del agua’, en referencia al río Iranzu; de arandi- ‘más allá’ y -goien ‘lo de más arriba’.
El nombre aparece en documentos antiguos como: Arandigoien, Arandigoyen y Arandiguoyen (1098, 1104, siglo XIII-XIV, NEN).

## Población
| 2000 | 2001 | 2002 | 2003 | 2004 | 2005 | 2006 | 2007 |
| ---- | ---- | ---- | ---- | ---- | ---- | ---- | ---- |
| 80   | 84   | 87   | 88   | 84   | 90   | 99   | 95   |

## Arte
- Iglesia de San Cosme y San Damián, construida en torno a 1200, con reformas del siglo XVI.[1]

## Historia

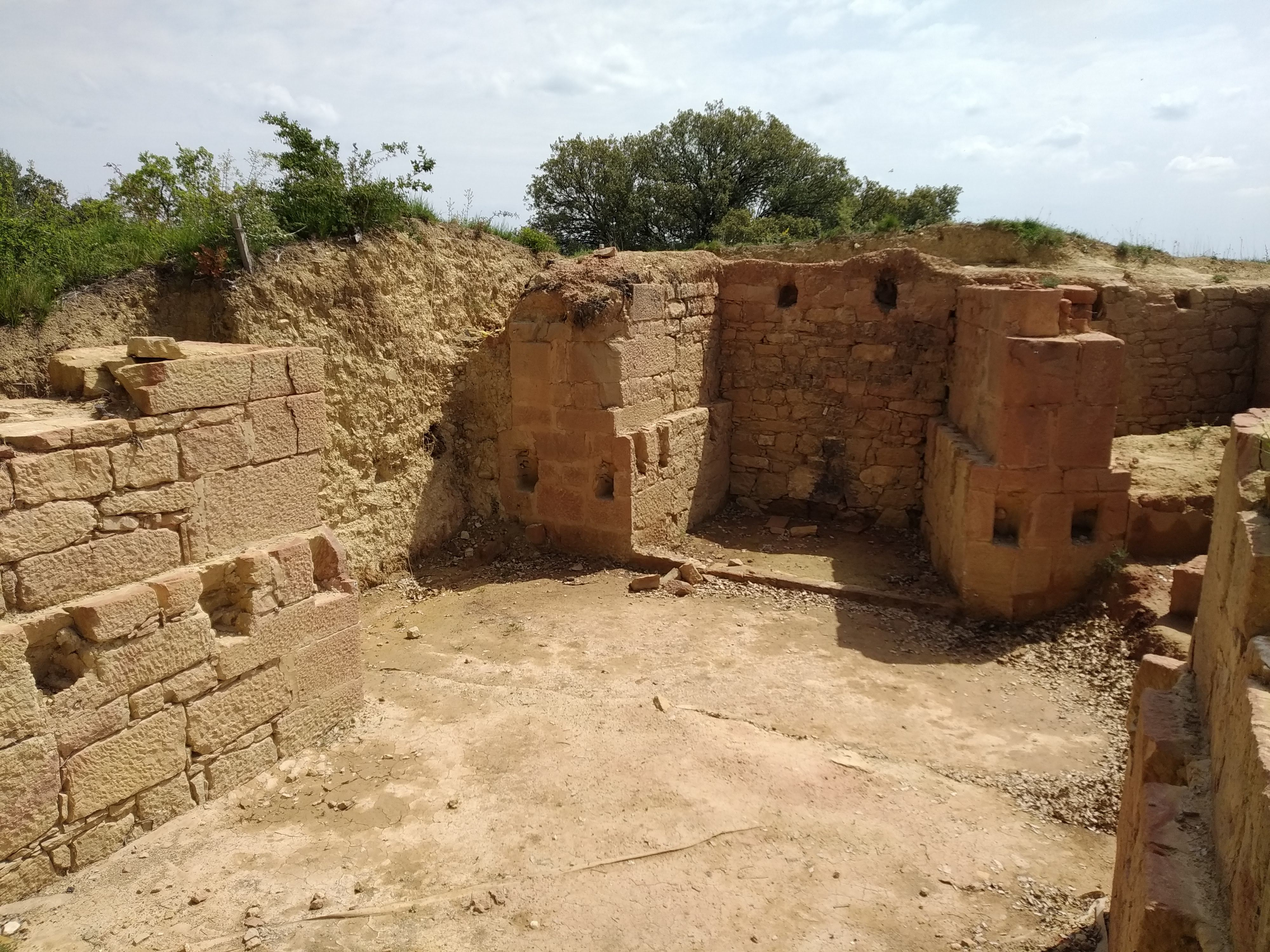
Fuerte de San Juan, en Arandigoyen (Navarra, España).

En 1802 producía 2.000 robos de cereales y 2.000 cántaros de vino, contando con 63 habitantes.
En un alto están los restos del Fuerte de San Juan, un fuerte construido a finales de la tercera guerra carlista (1875-76) para defender Estella con artillería, y enfrentarse a las baterías de artillería del ejército liberal que había en los altos de Lácar y Villatuerta.